# 当たるトラ年! 今年も大躍進 必殺&タイガース
『当たるトラ年! 今年も大躍進 必殺&タイガース』（あたるトラどし! ことしもだいやくしん ひっさつアンドタイガース）は、1986年1月3日にテレビ朝日系列で放送された朝日放送製作のバラエティ番組。必殺シリーズの長時間スペシャル第7弾である。

## 概要
制作局である朝日放送ご贔屓の、前年に21年ぶりのセントラル・リーグ優勝・初の日本選手権シリーズ優勝となった阪神タイガースと「必殺」それぞれのファン層に共通項があるという番組独自の調査結果に基づき、阪神タイガースの応援と、必殺シリーズの裏話や過去の名シーンを合わせるという趣旨の番組。
他のシリーズのTVスペシャルとは違い、ドラマ部分が無い完全なバラエティで、当時放送中だった『必殺仕事人V・激闘編』の宣伝も兼ねていた。
キングレコードから必殺シリーズのTVスペシャルが収録されたDVD-BOXが発売されているが、内容が内容だけにこちらと新装現代版のみ収録されていない幻の作品である。
企画では、当時の阪神の理想先発オーダーに合わせ、「歴代仕事人ベストオーダー」も発表されている。それによると、3番藤枝梅安、4番中村主水、5番念仏の鉄、トップバッターは秀だった。阪神オーダーは、トップ真弓、3番バース、4番掛布、5番岡田。他にも勇次、組紐屋の竜、鍛冶屋の政などがオーダーに名を連ねた。
また当番組の為のオリジナル曲として『必殺タイガース音頭』（作詞：中西茂樹・作曲：岡千秋・編曲：大西教文）が制作され、出演者一同が歌い踊った。
なお、当時の藤田は近鉄バファローズファン、桂三枝（現・六代桂文枝）は読売ジャイアンツファンだった。番組のラストでは両者が「こんなくだらない時間を過ごしたことはなかった」とこっそりボヤきあうところで終わっている。その後、三枝は関西大学の先輩でもある村山実の監督の就任をきっかけに阪神ファンに転向。藤田は近鉄・オリックス合併騒動を経て野球ファンそのものをやめている。

## 出演者
- 藤田まこと
- 鮎川いずみ
- 京本政樹
- 村上弘明
- 山内としお
- 白木万理
- 菅井きん
- 笑福亭鶴瓶
- 梅沢富美男
- 柴俊夫
- 司会 - 桂三枝

## スタッフ
- 制作 - 山内久司（朝日放送）
- 構成 - 保利吉紀、本田順一
- ディレクター - 森本茂樹、山口信哉
- AD - 平尾知也
- FD - 児島智、細谷博樹、西川演素
- TK - 西谷美保
- SW - 神内一義
- カメラ - 杉山圭一、平木香一、山田恵喜、野尻勝弘
- 音声 - 西谷高弘、山口通夫、山尾豊、村井信夫
- VE - 横井英允
- 照明 - 渋谷芳潔、大東照明
- SE - 安部昌男
- 美術 - 邑上謹弥
- 美術デザイン - 佐藤弘樹
- タイトル - シュプール、富士巧芸社
- 大道具 - つむら工芸
- 装飾 - 関西美工
- プロデューサー - 辰野悦央（朝日放送）、桜井洋三（松竹）
- 制作協力 - 松竹、大阪東通、東通企画、京都映画撮影所（現・松竹撮影所）
- 制作著作 - 朝日放送

## エンディング
- 「女は海」（CBSソニー（現・ソニー・ミュージックレコーズ））
作詞・作曲：京本政樹、編曲：京本政樹・大谷和夫
京本によるギターの弾き語りと、鮎川によるライブ熱唱。鮎川の歌唱時にはエンドロール中に大量の紙吹雪が降る演出となった。